# Down II: A Bustle in Your Hedgerow
Down II: A Bustle in Your Hedgerow es el segundo álbum de estudio de Down lanzado el 26 de marzo de 2002. El subtítulo "A Bustle in your Hedgerow" fue extraído de la canción "Stairway to Heaven" de Led Zeppelin.
Este fue el primer álbum de Down en siete años desde el lanzamiento de NOLA la más larga diferencia de tiempo entre los álbumes de Down ya que la banda entró en receso en 1996 para que sus miembros pudieran centrarse en sus proyectos personales. Esta se reforma en 1999 con Rex Brown como bajista sustituyendo a Todd Strange. 

## Lista de canciones
| N.º | Título                                    | Escritor(es)                             | Duración |  |
| 1.  | «Lysergik Funeral Procession»             | Anselmo, Keenan, Bower, Windstein        | 3:10     |  |
| 2.  | «There's Something on My Side»            | Anselmo, Keenan, Windstein               | 5:21     |  |
| 3.  | «The Man that Follows Hell»               | Anselmo, Keenan                          | 4:33     |  |
| 4.  | «Stained Glass Cross»                     | Anselmo, Keenan, Bower                   | 3:36     |  |
| 5.  | «Ghosts Along the Mississippi»            | Anselmo, Keenan, Windstein, Bower, Brown | 5:06     |  |
| 6.  | «Learn From This Mistake»                 | Anselmo, Keenan, Brown                   | 7:14     |  |
| 7.  | «Beautifully Depressed»                   | Anselmo, Keenan, Windstein, Bower        | 4:52     |  |
| 8.  | «Where I'm Going»                         | Anselmo, Keenan                          | 3:10     |  |
| 9.  | «Doob Interlude»                          | Bower                                    | 1:50     |  |
| 10. | «New Orleans is a Dying Whore»            | Anselmo, Windstein, Keenan, Bower        | 4:15     |  |
| 11. | «The Seed»                                | Anselmo, Keenan, Bower                   | 4:21     |  |
| 12. | «Lies, I Don't Know What They Say But...» | Anselmo, Keenan, Brown                   | 6:21     |  |
| 13. | «Flambeaux's Jamming with St. Augustine»  | Bower                                    | 0:59     |  |
| 14. | «Dog Tired»                               | Anselmo, Keenan, Bower                   | 3:21     |  |
| 15. | «Landing on the Mountains of Meggido»     | Anselmo                                  | 7:49     |  |

## Créditos
- Phil Anselmo - Voz
- Pepper Keenan - Guitarra
- Kirk Windstein - Guitarra
- Rex Brown - Bajo
- Jimmy Bower - batería

- Datos: Q742182